# Matt Dumontelle
Matt Dumontelle (28 de noviembre de 1984) es un deportista canadiense que compitió en curling. Ganó una medalla de plata en el Campeonato Mundial de Curling Masculino de 2013; que perdió posteriormente por dopaje.

## Palmarés internacional
| Campeonato Mundial | Campeonato Mundial | Campeonato Mundial | Campeonato Mundial |
| Año                | Lugar              | Medalla            | Prueba             |
| ------------------ | ------------------ | ------------------ | ------------------ |
| 2013               | Victoria (Canadá)  | DSC                | Equipo             |